# SM UC-48
SM UC-48 – niemiecki podwodny stawiacz min z okresu I wojny światowej, jedna z 64 zbudowanych jednostek typu UC II. Zwodowany 27 września 1916 roku w stoczni AG Weser w Bremie, został przyjęty do służby w Kaiserliche Marine 6 listopada 1916 roku. W czasie służby operacyjnej w składzie Flotylli Flandria okręt odbył 13 patroli bojowych, w wyniku których zatonęło 35 statków o łącznej pojemności 67 842 BRT, a sześć statków o łącznej pojemności 23 821 BRT zostało uszkodzonych. SM UC-48 został internowany 23 marca 1918 roku w Ferrol, po wcześniejszym uszkodzeniu przez brytyjski niszczyciel HMS „Loyal”. Po zawieszeniu broni w 1918 roku, UC-48 miał zostać przekazany Wielkiej Brytanii w ramach reparacji wojennych, jednak został samozatopiony w drodze na Wyspy Brytyjskie 15 marca 1919 roku.

## Projekt i budowa
Sukcesy pierwszych niemieckich podwodnych stawiaczy min typu UC I, a także niedostatki tej konstrukcji, skłoniły dowództwo Cesarskiej Marynarki Wojennej z admirałem von Tirpitzem na czele do działań mających na celu budowę nowego, znacznie większego i doskonalszego typu okrętów podwodnych. Opracowany latem 1915 roku projekt okrętu, oznaczonego później jako typ UC II, tworzony był równolegle z projektem przybrzeżnego torpedowego okrętu podwodnego typu UB II. Głównymi zmianami w stosunku do poprzedniej serii były: instalacja wyrzutni torpedowych i działa pokładowego, zwiększenie mocy i niezawodności siłowni, oraz wzrost prędkości i zasięgu jednostki, kosztem rezygnacji z możliwości łatwego transportu kolejowego (ze względu na powiększone rozmiary).
SM UC-48 zamówiony został 20 listopada 1915 roku jako jednostka z II serii okrętów typu UC II (numer projektu 41, nadany przez Inspektorat U-Bootów), w ramach wojennego programu rozbudowy floty . Został zbudowany w stoczni AG Weser w Bremie jako jeden z trzech okrętów II serii zamówionych w tej wytwórni. UC-48 otrzymał numer stoczniowy 258 (Werk 258)  . Stępkę okrętu położono 1 lutego 1916 roku , a zwodowany został 27 września 1916 roku.

## Dane taktyczno-techniczne
SM UC-48 był średniej wielkości przybrzeżnym okrętem podwodnym o konstrukcji dwukadłubowej. Długość całkowita wynosiła 51,85 metra, szerokość 5,22 metra i zanurzenie 3,67 metra . Wykonany ze stali kadłub sztywny miał 39,3 metra długości i 3,61 metra szerokości, a wysokość (od stępki do szczytu kiosku) wynosiła 7,46 metra . Wyporność w położeniu nawodnym wynosiła 420 ton, a w zanurzeniu 502 tony. Jednostka miała wysoki, ostry dziób przystosowany do przecinania sieci przeciwpodwodnych; do jej wnętrza prowadziły trzy luki: pierwszy przed kioskiem, drugi w kiosku, a ostatni w części rufowej, prowadzący do maszynowni . Cylindryczny kiosk miał średnicę 1,4 metra i wysokość 1,8 metra, obudowany był opływową osłoną . Okręt napędzany był na powierzchni przez dwa 6-cylindrowe, czterosuwowe silniki wysokoprężne MAN S6V26/36 o łącznej mocy 600 KM, a pod wodą poruszał się dzięki dwóm silnikom elektrycznym SSW o łącznej mocy 460 KM . Dwa wały napędowe obracały dwie śruby wykonane z brązu manganowego (o średnicy 1,9 metra i skoku 0,9 metra) . Okręt osiągał prędkość 11,7 węzła na powierzchni i 6,9 węzła w zanurzeniu . Zasięg wynosił 7280 Mm przy prędkości 7 węzłów w położeniu nawodnym oraz 54 Mm przy prędkości 4 węzłów pod wodą . Zbiorniki mieściły 41 ton paliwa , a energia elektryczna magazynowana była w dwóch bateriach akumulatorów 26 MAS po 62 ogniwa, zlokalizowanych pod przednim i tylnym pomieszczeniem mieszkalnym załogi. Okręt miał siedem zewnętrznych zbiorników balastowych . Dopuszczalna głębokość zanurzenia wynosiła 50 metrów , a czas wykonania manewru zanurzenia 40 sekund.
Głównym uzbrojeniem okrętu było 18 min kotwicznych typu UC/200 w sześciu skośnych szybach minowych o średnicy 100 cm, usytuowanych w podwyższonej części dziobowej jeden za drugim w osi symetrii okrętu, pod kątem do tyłu (sposób stawiania – „pod siebie”). Układ ten powodował, że miny trzeba było stawiać na zaplanowanej przed rejsem głębokości, gdyż na morzu nie było do nich dostępu (co znacznie zmniejszało skuteczność okrętów). Wyposażenie uzupełniały dwie zewnętrzne wyrzutnie torped kalibru 500 mm (umiejscowione powyżej linii wodnej na dziobie, po obu stronach szybów minowych), jedna wewnętrzna wyrzutnia torped kal. 500 mm na rufie (z łącznym zapasem 7 torped) oraz umieszczone przed kioskiem działo pokładowe kal. 88 mm L/30, z zapasem amunicji wynoszącym 130 naboi . Okręt wyposażony był w dwa peryskopy Zeissa: wachtowy i bojowy oraz radiostację z podnoszonym masztem o wysokości 10 metrów. Wyposażenie uzupełniała kotwica grzybkowa o masie 272 kg .
Załoga okrętu składała się z 3 oficerów oraz 23 podoficerów i marynarzy.

## Służba

### 1916 rok
6 listopada 1916 roku SM UC-48 został przyjęty do służby w Cesarskiej Marynarce Wojennej . Dowództwo jednostki objął por. mar. (niem. Oberleutnant zur See) Kurt Ramien, dowodzący wcześniej UC-1 .

### 1917 rok
Z dniem 1 lutego 1917 roku, rozkazem szefa sztabu admiralicji niemieckiej z 12 stycznia tego roku, U-Booty należące do czterech flotylli Hochseeflotte, Flotylli Flandria i Flotylli Pola rozpoczęły nieograniczoną wojnę podwodną. Po okresie szkolenia okręt został 3 lutego przydzielony do Flotylli Flandria . W dniach 12–25 marca UC-48 odbył operację bojową z zadaniem dotarcia do Kanału Świętego Jerzego, stawiając po drodze miny w trzech zagrodach. 16 marca okręt zatrzymał i zatopił po ewakuacji załóg dwa brytyjskie żaglowce: pochodzącą z 1915 roku brytyjską łódź rybacką „Pencaer” (59 BRT), zatopioną na południowy zachód od Rame  oraz zbudowany w 1878 roku drewniany szkuner „William Martyn” (104 BRT), transportujący węgiel z Newport do Cork, zatopiony na tych samych wodach . Następnego dnia lista wojennych dokonań powiększyła się o kolejne dwie pozycje: nieopodal wysp Saltee (Wexford) został storpedowany bez ostrzeżenia i zatopiony uzbrojony brytyjski parowiec pasażerski „Antony” (6466 BRT), zbudowany w 1907 roku, płynący z ładunkiem drobnicy z Pará do Liverpoolu (zginęło 55 osób)  . Na tych samych wodach została zatrzymana i po zdjęciu załogi zatopiona zbudowana w 1908 roku brytyjska łódź rybacka „Guard” (38 BRT) . 21 marca w odległości 10 Mm na południowy wschód od Eddystone Rocks ten sam los spotkał zbudowany w 1906 roku brytyjski parowiec „Rio Sorocaba” o pojemności 4307 BRT, płynący z ładunkiem cukru z Port Louis do Hawru  . Nazajutrz 25 Mm na południowy wschód od Start Point UC-48 storpedował bez ostrzeżenia zbudowany w 1901 roku brytyjski parowiec „Chorley” (3828 BRT), przewożący amunicję z Norfolk do Hawru. Statek zatonął bez strat w załodze na pozycji 50°14′N 3°02′W/50,233333 -3,033333  . Tego dnia na postawioną przez U-Boota w Kanale Świętego Jerzego minę wszedł zbudowany w 1903 roku brytyjski parowiec „Providence” o pojemności 2970 BRT, transportujący siano z Cork do Francji (obyło się bez strat w ludziach) . 23 marca okręt 40 Mm na wschód od Start Point storpedował też płynący pod balastem z Rouen do Cardiff zbudowany w 1902 roku brytyjski zbiornikowiec „J.B. August Kessler” o pojemności 5104 BRT, lecz statek został jedynie uszkodzony . Dwa dni później na minę postawioną przez okręt podwodny nieopodal Milford Haven wpłynął zbudowany w 1914 roku brytyjski uzbrojony trawler HMT „Evangel” (197 BRT), tonąc ze stratą 15 załogantów .
27 kwietnia w odległości 14 Mm na północny zachód od Cherbourga okręt zatrzymał pochodzący z 1874 roku brytyjski drewniany szkuner „Amelia & Jane” (62 BRT), płynący pod balastem z Granville do Southampton, jednak próba zatopienia opuszczonej przez załogę jednostki nie powiodła się . 29 kwietnia U-Boot postawił zagrodę minową pod Dartmouth. 1 maja w odległości 10 Mm na północny zachód od latarni morskiej Pendeen UC-48 zatopił francuską łódź rybacką „Raymond Ester” o pojemności 20 BRT (na pozycji 50°15′N 5°53′W/50,250000 -5,883333) . 2 maja załoga U-Boota zatopiła dwie brytyjskie jednostki: zbudowaną w 1900 roku brytyjską łódź rybacką „United” (61 BRT), zatrzymaną i po zejściu załogi zatopioną na pozycji 50°13′N 5°53′W/50,216667 -5,883333  oraz zbudowany w 1883 roku brytyjski parowiec „Warnow” (1593 BRT), przewożący materiały kolejowe, który został storpedowany bez ostrzeżenia i zatopiony o godzinie 3:00 u północnego wybrzeża Kornwalii (na pozycji 50°30′N 5°10′W/50,500000 -5,166667 – śmierć poniosło 14 osób wraz z kapitanem)  . 5 maja nieopodal Ardmore ten sam los spotkał zbudowany w 1891 roku uzbrojony brytyjski parowiec pasażerski „Feltria” o pojemności 5254 BRT, płynący z ładunkiem drobnicy z Nowego Jorku do Avonmouth. Na zatopionym na pozycji 51°56′N 7°24′W/51,933333 -7,400000 w ataku torpedowym statku zginęło 45 ludzi wraz z kapitanem  . Tego dnia na tych samych wodach UC-48 zatrzymał i zatopił z działa pokładowego zbudowany w 1903 roku brytyjski parowiec „Greta” (297 BRT), płynący na trasie Cork – Neath (obyło się bez strat w ludziach)  . 7 maja w odległości 10 Mm na wschód od Wolf Rock okręt storpedował bez ostrzeżenia zbudowany w 1911 roku brytyjski parowiec „Kinross” (4120 BRT), przewożący pszenicę z Fremantle do Londynu. Statek zatonął bez strat w załodze na pozycji 49°49′N 5°33′W/49,816667 -5,550000  .
9 czerwca w odległości 40 Mm od wybrzeży A Coruña UC-48 zatrzymał i zatopił zbudowany w 1912 roku portugalski żaglowiec „Amphitrite” (179 BRT), przewożący wino z Madery do Bordeaux . Nazajutrz nieopodal Gijón okręt zatopił zbudowany w 1894 roku norweski parowiec „Solhaug” o pojemności 1217 BRT, płynący pod balastem z Bajonny do Lizbony (nikt nie zginął) . 13 czerwca w pobliżu Lège-Cap-Ferret U-Boot zatrzymał i zatopił zbudowany w 1882 roku francuski drewniany szkuner „Ernestine” (160 BRT), przewożący drewno z Francji do Wielkiej Brytanii . Dwa dni później ten sam los spotkał w estuarium Loary pochodzący z 1875 roku francuski drewniany jol „Eugene Et Eugenie” o pojemności 46 BRT . 16 czerwca okręt zatopił w odległości 85 Mm na południowy zachód od Penmarch zbudowany w 1914 roku amerykański zbiornikowiec „John D. Archbold” (8374 BRT), płynący z Rouen do Nowego Jorku (statek zatonął na pozycji 47°47′N 6°01′W/47,783333 -6,016667 ze stratą trzech załogantów) . 17 czerwca w odległości 7 Mm na południe od Wolf Rock okręt storpedował zbudowany w 1901 roku grecki parowiec „Antonios M. Mavrogordatos” (3771 BRT), przewożący węgiel z Liverpoolu do Gibraltaru (statek zatonął na pozycji 49°55′N 5°59′W/49,916667 -5,983333) . Tego dnia na postawioną przez UC-48 nieopodal Bajonny minę wszedł zbudowany w 1910 roku francuski pomocniczy trałowiec „Anjou” (771 BRT) (zatonął bez strat w ludziach na pozycji 43°35′N 1°32′W/43,583333 -1,533333) . 18 czerwca w odległości 18 Mm na południowy zachód od Lizard Point okręt storpedował bez ostrzeżenia zbudowany w 1900 roku uzbrojony brytyjski parowiec „Tyne” (2909 BRT), przewożący węgiel i benzol z Penarth do La Rochelle. Statek zatonął bez strat w załodze na pozycji 49°42′N 5°25′W/49,700000 -5,416667  .
15 lipca załodze U-Boota udało się uszkodzić dwie wrogie jednostki: zbudowany w 1890 roku amerykański żaglowiec „Florence Creadick” o pojemności 732 BRT, przewożący paliwo płynne z Filadelfii do Hawru (zatrzymany w odległości 20 Mm na północ od Île-de-Batz, nikt nie zginął)  oraz zbudowany w 1907 roku brytyjski parowiec „Westmeath” (9179 BRT), płynący z ładunkiem mrożonego mięsa, zboża i drobnicy z Buenos Aires do Hawru (storpedowany nieopodal Cherbourga, bez strat w ludziach) . Następnego dnia w odległości 10 Mm na północny wschód od Île-de-Batz na postawioną przez U-Boota minę wszedł zbudowany w 1909 roku brytyjski parowiec „Henry R. James” (3146 BRT), płynący z ładunkiem rudy żelaza z Bilbao do Middlesbrough. Statek zatonął ze stratą 24 załogantów na pozycji 48°49′N 3°46′W/48,816667 -3,766667  .
18 sierpnia łupem załogi UC-48 padł zbudowany w 1911 roku francuski parowiec „Dunkerquois” (2087 BRT), płynący w konwoju z ładunkiem 3000 ton asfaltu z La Rochelle do Dunkierki, storpedowany i zatopiony w odległości 12 Mm na północny zachód od Île-de-Batz (statek zatonął na pozycji 48°50′N 4°19′W/48,833333 -4,316667, a śmierć poniosło 16 z liczącej 31 osób załogi) . Nazajutrz okręt zatopił dwie kolejne dwa parowce: zbudowany w 1907 roku uzbrojony brytyjski „Monksgarth” (1928 BRT), płynący z ładunkiem węgla z Barry do Bordeaux, storpedowany bez ostrzeżenia w odległości 17 Mm na północny wschód od Ouessant (obyło się bez strat w ludziach)   oraz pochodzący z 1914 roku norweski „Ytterøy” (1112 BRT), płynący z Nantes do Cardiff z ładunkiem stempli (zatonął ze stratą jednego marynarza u północnych wybrzeży Bretanii, na pozycji 48°44′N 4°29′W/48,733333 -4,483333) . 20 sierpnia U-Boot stoczył nierozstrzygniętą walkę z brytyjskim statkiem-pułapką HMS „Cullist”, uzbrojonym w dwa działa kal. 76 mm i dwie wyrzutnie torped.
16 września u wybrzeży Cork okręt storpedował bez ostrzeżenia i zatopił zbudowany w 1899 roku uzbrojony brytyjski parowiec „Sandsend” (3814 BRT), przewożący węgiel i drobnicę z Barry do Queenstown (na pokładzie śmierć poniosły trzy osoby)  . Następnego dnia nieopodal wysp Saltee zostały zatrzymane i po opuszczeniu przez załogi zatopione dwie brytyjskie żaglowe łodzie rybackie: zbudowaną w 1910 roku „Our Bairns” (50 BRT) i pochodzącą z 1906 roku „Ronald” (38 BRT)  . 19 września UC-48 zatopił zbudowany w 1916 roku brytyjski parowiec „Etal Manor” (1593 BRT), przewożący węgiel z Barry do Queenstown, który został storpedowany bez ostrzeżenia u wybrzeży Waterford (śmierć poniosło sześć osób wraz z kapitanem)  . Dwa dni później więcej szczęścia miał zbudowany w 1904 roku francuski parowiec pasażerski „Kouang-si” o pojemności 6472 BRT, płynący pod balastem z La Rochelle do Nowego Jorku, który w wyniku ataku torpedowego doznał uszkodzeń i został sztrandowany (później go podniesiono) .
14 października U-Boot zatopił dwa kolejne parowce: zbudowany w 1891 roku norweski „Barbro” (2356 BRT), transportujący węgiel z Newcastle upon Tyne do Torre Annunziata (statek zatonął w odległości 13 Mm na północny zachód od Île-de-Batz ze stratą dwóch załogantów na pozycji 48°55′N 4°14′W/48,916667 -4,233333)  oraz pochodzący z 1897 roku grecki „Castro” (1994 BRT), płynący z Weymouth do Barrow-in-Furness (jednostka zatonęła 10 Mm na północny wschód od Brignogan-Plages) . Nazajutrz w odległości 11 Mm na północny zachód od Île-de-Batz okręt zatopił zbudowany w 1888 roku norweski parowiec „Hovde” o pojemności 1196 BRT, przewożący cyjanki na trasie Nantes – Skien (zginął jeden marynarz) .
21 października nowym kapitanem SM UC-48 został mianowany por. mar. Hellmut Lorenz, dowodzący wcześniej UC-14 i UB-10 . Dzień później na postawioną przez okręt minę wszedł zbudowany w 1896 roku hiszpański parowiec „Aizcorri Mendi” (2272 BRT), płynący z ładunkiem węgla z Newcastle upon Tyne do Barcelony (statek został uszkodzony 15 Mm na północny zachód od Île-de-Bréhat) . 17 listopada U-Boot zatopił zbudowany w 1912 roku norweski parowiec „Modemi” (1481 BRT), płynący pod balastem z Rouen do Whitby (statek zatonął w odległości 3 Mm od Whitby bez strat w ludziach) .

### 1918 rok
30 stycznia 1918 roku, na postawionej przez okręt minie zatonął nieopodal archipelagu Sept Îles zbudowany w 1908 roku francuski slup „Ange Gardien” o pojemności 24 BRT .
Podczas 13 patrolu, 20 marca na wodach Zatoki Biskajskiej U-Boot został ciężko uszkodzony bombami głębinowymi przez brytyjski niszczyciel HMS „Loyal”, w wyniku czego musiał udać się do hiszpańskiego portu Ferrol, gdzie został internowany 23 marca .
W myśl postanowień rozejmu w Compiègne SM UC-48 miał przypaść Wielkiej Brytanii w ramach reparacji wojennych, lecz w drodze na Wyspy Brytyjskie został samozatopiony tuż po wyjściu z Ferrol 15 marca 1919 roku.

### Podsumowanie działalności bojowej
SM UC-48 odbył 13 rejsów operacyjnych, w wyniku których zatonęło 35 statków o łącznej pojemności 67 842 BRT, a sześć statków o łącznej pojemności 23 821 BRT zostało uszkodzonych . Na pokładach zatopionych i uszkodzonych jednostek zginęło co najmniej 185 osób, w tym 55 na brytyjskim statku pasażerskim „Antony”  . Pełne zestawienie zadanych przez niego strat przedstawia poniższa tabela :
| Data                 | Nazwa                       | Państwo           | Tonaż       | Los jednostki |
| -------------------- | --------------------------- | ----------------- | ----------- | ------------- |
| 16 marca 1917        | „Pencaer”                   | Wielka Brytania   | 59          | zatopiony     |
| 16 marca 1917        | „William Martyn”            | Wielka Brytania   | 104         | zatopiony     |
| 17 marca 1917        | „Antony”                    | Wielka Brytania   | 6466        | zatopiony     |
| 17 marca 1917        | „Guard”                     | Wielka Brytania   | 38          | zatopiony     |
| 21 marca 1917        | „Rio Sorocaba”              | Wielka Brytania   | 4307        | zatopiony     |
| 22 marca 1917        | „Chorley”                   | Wielka Brytania   | 3828        | zatopiony     |
| 22 marca 1917        | „Providence”                | Wielka Brytania   | 2970        | zatopiony     |
| 23 marca 1917        | „J.B. August Kessler”       | Holandia          | 5104        | uszkodzony    |
| 25 marca 1917        | HMT „Evangel”               | Royal Navy        | 197         | zatopiony     |
| 27 kwietnia 1917     | „Amelia & Jane”             | Wielka Brytania   | 62          | uszkodzony    |
| 1 maja 1917          | „Raymond Ester”             | Francja           | 20          | zatopiony     |
| 2 maja 1917          | „United”                    | Wielka Brytania   | 61          | zatopiony     |
| 2 maja 1917          | „Warnow”                    | Wielka Brytania   | 1593        | zatopiony     |
| 5 maja 1917          | „Feltria”                   | Wielka Brytania   | 5254        | zatopiony     |
| 5 maja 1917          | „Greta”                     | Wielka Brytania   | 297         | zatopiony     |
| 7 maja 1917          | „Kinross”                   | Wielka Brytania   | 4120        | zatopiony     |
| 9 czerwca 1917       | „Amphitrite”                | Portugalia        | 179         | zatopiony     |
| 10 czerwca 1917      | „Solhaug”                   | Norwegia          | 1217        | zatopiony     |
| 13 czerwca 1917      | „Ernestine”                 | Francja           | 160         | zatopiony     |
| 15 czerwca 1917      | „Eugene Et Eugenie”         | Francja           | 46          | zatopiony     |
| 16 czerwca 1917      | „John D. Archbold”          | Stany Zjednoczone | 8374        | zatopiony     |
| 17 czerwca 1917      | „Anjou”                     | Marine nationale  | 771         | zatopiony     |
| 17 czerwca 1917      | „Antonios M. Mavrogordatos” | Królestwo Grecji  | 3771        | zatopiony     |
| 18 czerwca 1917      | „Tyne”                      | Wielka Brytania   | 2909        | zatopiony     |
| 15 lipca 1917        | „Florence Creadick”         | Stany Zjednoczone | 732         | uszkodzony    |
| 15 lipca 1917        | „Westmeath”                 | Wielka Brytania   | 9179        | uszkodzony    |
| 16 lipca 1917        | „Henry R. James”            | Wielka Brytania   | 3146        | zatopiony     |
| 18 sierpnia 1917     | „Dunkerquois”               | Francja           | 2087        | zatopiony     |
| 19 sierpnia 1917     | „Monksgarth”                | Wielka Brytania   | 1928        | zatopiony     |
| 19 sierpnia 1917     | „Ytterøy”                   | Norwegia          | 1112        | zatopiony     |
| 16 września 1917     | „Sandsend”                  | Wielka Brytania   | 3814        | zatopiony     |
| 17 września 1917     | „Our Bairns”                | Wielka Brytania   | 38          | zatopiony     |
| 17 września 1917     | „Ronald”                    | Wielka Brytania   | 38          | zatopiony     |
| 19 września 1917     | „Etal Manor”                | Wielka Brytania   | 1875        | zatopiony     |
| 21 września 1917     | „Kouang-si”                 | Francja           | 6472        | uszkodzony    |
| 14 października 1917 | „Barbro”                    | Norwegia          | 2356        | zatopiony     |
| 14 października 1917 | „Castro”                    | Królestwo Grecji  | 1994        | zatopiony     |
| 15 października 1917 | „Hovde”                     | Norwegia          | 1196        | zatopiony     |
| 22 października 1917 | „Aizcorri Mendi”            | Hiszpania         | 2272        | uszkodzony    |
| 17 listopada 1917    | „Modemi”                    | Norwegia          | 1481        | zatopiony     |
| 30 stycznia 1918     | „Ange Gardien”              | Francja           | 24          | zatopiony     |
| RAZEM                | RAZEM                       | zatopione:        | zatopione:  | 35            |
| RAZEM                | RAZEM                       | uszkodzone:       | uszkodzone: | 6             |